# Zentralmoschee Freetown
Die Zentralmoschee Freetown (englisch Freetown Central Mosque) ist die Hauptmoschee der sierra-leonischen Hauptstadt Freetown. Sie ist eine der zwei größten des Landes und eine von mindestens 19 in Freetown. Sie wird vom Chefimam Scheich Ahmad Tejan Sillah geführt.
Wie überall im Land wird eine sehr gemäßigte Form des Islam gelebt. Nicht selten vereinen viele Gläubige den islamischen und den christlichen Glauben miteinander.
Die Moschee ist nicht mit der Muammar-al-Gaddafi-Moschee (8° 27′ 44,6″ N, 13° 10′ 22,4″ W) im Osten der Stadt zu verwechseln, die häufig als Zentralmoschee bezeichnet wird und vom libyschen Machthaber Muammar al-Gaddafi finanziert wurde. Sie wurde in den 2000er Jahren errichtet.